# Bohumil Böhm
Bohumil Böhm (1. února 1926 Český Krumlov – 8. července 2004 České Budějovice) byl český architekt.

## Život
V letech 1946–1952 studoval na fakultě architektury a pozemního stavitelství Českého vysokého učení technického v Praze. Po studiích nastoupil do Stavoprojektu České Budějovice, kde pracoval až do odchodu do důchodu. Svými návrhy zásadně přispěl k dnešní podobě architektury v rámci celého Jihočeského kraje.
Jeho prvním velkým projektem byla začátkem 50. let 20. století spolupráce na návrhu sídliště Šumbark-Bludovice (městských částí Havířova) v rámci komplexu Nové Ostravy. Poté byla jeho činnost zaměřena především na stavby v Českých Budějovicích. V prvé řadě zahrnovala návrhy rekonstrukcí a obnov budov poškozených v době druhé světové války v duchu socialistického realismu. Jednalo se především o výstavbu bytových domů na Lannově třídě. Koncem 50. let se Bohumil Böhm přiklonil ke vzorům západní architektury a v rámci této myšlenky společně s Jaroslavem Škardou a Bohumilem Jarolímem vyprojektoval českobudějovický Koldům, který je záměrnou citací Le Corbusierovy stavby Unité d’habitation v Marseille. Dalším příkladem je českobudějovický Plavecký stadion, jež byl navržen v roce 1958 a k jeho realizaci došlo v letech 1965-1971. Bohumil Böhm získal za projekt plaveckého stadion II. cenu v celostátní přehlídce architektonických prací za léta 1970-1971 a zároveň byla tato stavba v roce 2017 prohlášena za kulturní památku.
Mezi nejvýznamnější díla Bohumila Böhma patří také návrhy bytových dispozic montovaných domů v konstrukční soustavě T0B2 a T0B4 v rámci bytové výstavby v okolí křižovatky a ulic Lidická a Roudenská u Náměstí Jiřího z Poděbrad v rámci výstavby prvního českobudějovického sídliště Lidická v letech 1960-1964. Méně známá je pak výstavba sídliště U Pekárenské z let 1963-1966.
V průběhu 70. let 20. století se přiklání k brutalismu (návrh Muzea a památníku dělnického revolučního hnutí (1971, nerealizováno) a Krajská politická škola (1971, nerealizováno), objekt OV KSČ, OOR a OV SSM, Prachatice (1978–1979).
Bohumil Böhm zemřel 8. července 2004 v Českých Budějovicích.
V roce 2017 byla podle jeho jména pojmenována ulice v Rožnově, jižní části Českých Budějovic.

## Dílo
- Bytový dům s obchodem, Lannova třída 18/17, České Budějovice 6 (spoluautor Fencl Miroslav, 1954)
- Bytový dům, Jeronýmova 19/25, České Budějovice 6 (spoluautor Fencl Miroslav, 1954)
- Bytový dům, Lannova 62/39, České Budějovice 6 (1956–1957)
- Bytový dům s lékárnou, Lannova 87/43, České Budějovice 6 (1956–1957)
- Bytové domy, Štítného 83/8, 84/6, 85/4, 86/2, České Budějovice 6 (1956–1957)
- Koldům, Pražská 1255/19, České Budějovice 3, (spoluautoři Jaroslav Škarda, Bohumil Jarolím, 1958–1964)
- budova Jihočeského divadla (nerealizováno, 1959)
- Ústřední pavilon pro zemědělské výstaviště (nerealizováno, 1960)
- Obytný soubor v okolí Lidické třídy, České Budějovice 7 (1960–1964)
- Taneční kavárna Regina, Lidická třída, České Budějovice 7 (1964)
- čtrnáctipodlažní hotel na křižovatce ulic Lidická a Mánesova, České Budějovice 7 (spoluautor Jaroslav Škarda, nerealizováno, 1964)
- Obytný soubor v okolí Pekárenské ulice, České Budějovice 3 (1963–1966)
- Sídliště Plešivec, Český Krumlov (1966)
- Plavecký stadion, Sokolský ostrov čp. 402, České Budějovice (1966–1971), prohlášeno za kulturní památku ČR v roce 2017
- Komplex sekretariátu OV KSČ, ROH a SSM, Strakonice (1967–1973)
- Památník a Muzeum dělnického hnutí a Krajská politická škola, České Budějovice 7 (spoluautor Jaroslav Škarda, nerealizováno, 1971)
- Věžové bodové domy v rámci 2. etapy výstavby Pražského sídliště, České Budějovice 3 (1979)
- Kino Družba, Český Krumlov, (projekt 1973, 1976)
- Budova OV KSČ, Český Krumlov (1976–1979)
- Objekt OV KSČ, OOR a OV SSM, Prachatice ( 1978–1979)